# Eva zu Beck
Eva zu Beck (geboren Ewa Zubek; 26 april 1991) is een Poolse televisiepresentator, reisblogger en -vlogger. Ze presenteerde een programma van de Turkse omroep TRT World, A Place Called Pakistan, en ze presenteerde een YouTube-miniserie van Euronews genaamd Rerouted: The Balkans. Ze is naar meer dan 60 landen gereisd, waaronder Pakistan, waar zij meer dan een jaar woonde, Afghanistan, Jemen en Irak. In 2018 ging ze viraal na een dansvideo waarin de nationale vlag van Pakistan te schande zou zijn gemaakt. Ze heeft ook bij het programma The Travel Show van de BBC als presentator deelgenomen. Ze deed verslag van het opruimen van de Mexicaanse wetlands vanuit de kanalen ven Xochimilco.

## Rondreis Amerika
Begin 2022 begon Zu Beck aan een rondreis door de Amerika's. Ze woonde hierbij in een zelf omgebouwde Land Rover Defender 110 die door haar Odyssey wordt genoemd. Ze liet deze van Duitsland naar Mexico vervoeren op een vrachtschip. Het doel is om naar het noorden van Alaska, het stadje Prudhoe Bay, tot het zuidpunt van Zuid-Amerika (Ushuaia) te rijden. Tijdens de verscheping van haar auto, is ze begin februari 2022 naar Antarctica gevlogen. Hier behoorde ze tot een groep die naar de top van Mount Vinson, de hoogste berg van Antarctica, klom.

## Amerikaanse grensovergang
In mei 2022 probeerde Zu Beck legaal de Verenigde Staten binnen te komen vanuit Nuevo Laredo, wat ligt in Mexico aan de grens met Texas. Naar eigen zeggen werd ze toen werd ondervraagd, geboeid en in een cel werd geplaatst terwijl ambtenaren van de Amerikaanse grenspolitie haar voertuig doorzochten. Hierna mocht ze het land binnen. Dit alles beschreef ze later als "angstaanjagend" in een YouTube-video. In dezelfde video zei ze ook dat de grensbeambten nooit een verklaring hebben gegeven voor hun ruwe behandeling.

## Privéleven
Zu Beck werd geboren op 26 april 1991 in Polen. In haar vroege jeugd verhuisde ze naar Engeland. Ze studeerde Duits en Frans aan de Universiteit van Oxford.
Volgens haar Instagram-account werd Zu Beck verliefd op een man in Pakistan en bleef daar een jaar. In die tijd begon ze ook van Pakistan te houden en keerde in 2022 terug naar het land voor een korte reis. 